# Harakat Sham al-Islam
Harakat Sham al-Islam (en árabe: حركة شام الإسلام‎, que significa "Movimiento Islámico del Levante") es un grupo armado yihadista compuesto principalmente de marroquíes, activo durante la Guerra Civil Siria.

## Historia
Harakat Sham al-Islam se fundó en agosto de 2013 por tres marroquíes detenidos anteriormente en el centro de detención de Guantánamo, Ibrahim bin Shakran, Ahmed Mizouz y Mohammed Alami, y se estableció en Latakia. El objetivo del grupo no solo era reclutar luchadores para la guerra en Siria, sino establecer también una organización yihadista dentro de Marruecos.
El grupo se hizo conocido por su rol en la ofensiva de Latakia de 2013. El año siguiente, fue una de las tres facciones principales, junto con el Frente al-Nusra y Ansar al-Sham, que participaron en la ofensiva de Latakia de 2014. Harakat Sham al-Islam también cuenta con presencia en Alepo, involucrado en batallas por el Hospital Kindi y la Prisión Central de Alepo.
El líder del grupo, Shakran, murió en una batalla contra las fuerzas del gobierno sirio en abril de 2014, así como el comandante militar del grupo, Abu Safiya Al-Masri.